# Парадајс (Јута)
Парадајс (енгл. Paradise) град је у америчкој савезној држави Јута.

## Демографија
По попису из 2010. године број становника је 904, што је 145 (19,1%) становника више него 2000. године.
| Група             | 2000.       | 2010.       |
| Белци             | 737 (97,1%) | 867 (95,9%) |
| Афроамериканци    | 0 (0,0%)    | 2 (0,2%)    |
| Азијати           | 1 (0,1%)    | 1 (0,1%)    |
| Хиспаноамериканци | 14 (1,8%)   | 22 (2,4%)   |
| Укупно            | 759         | 904         |